# 井江镇
井江乡，是中华人民共和国四川省宜宾市长宁县下辖的一个乡镇级行政单位。

## 行政区划
井江乡下辖以下地区：
太平社区、马达村、兴田村、民政社区村、仁里村、新政村、长龙村、广济村、三块村、佛应村、水利村、莲花村、下寨村和高硐村。